# Jasmuheen
Jasmuheen, občanským jménem Ellen Greve (* 1957) je Australanka s norskými kořeny, spisovatelka, která aktivně prosazuje životní styl breathariánství.
Je autorkou publikací převážně zaměřených na ezoterická témata a pránickou výživu. Prána podle jejího tvrzení dostatečně zajišťuje tělesnou výživu a nahrazuje tak základní příjem potravin. Podle Jasmuheen je omylem, že člověk potřebuje k životu jídlo a pití a učí, že dusík, oxid uhličitý, kyslík a vodík obsažený ve vzduchu mohou udržet tělo člověka naživu. Od roku 1993 prý nepřijímá žádnou potravu ani nápoje.

## Kariéra
- do roku 1992 daňová poradkyně
- v roce 1993 prošla pránickým zasvěcením a začala žít ze Světla
- v roce 1996 založila Mezinárodní velvyslanectví M.A.P.S. (Movement of an Awakened Positive Society)
- v roce 1997 založila Alianci velvyslanectví M.A.P.S. – sdružení lidí, kteří jsou oddáni celosvětovému míru a harmonii, které v současnosti působí ve 33 zemích

## Kritika
Kritika činnosti Jasmuheen je zaměřena nejen na její učení a výroky, ve kterých například prohlašuje, že její DNA není tvořena dvěma ale dvanácti řetězci nukleotidů, či že díky channelingu je v kontaktu s Nanebevzatými Mistry. Kritizován bývá i její vliv na její následovníky, z nichž několik zemřelo během 21 denního zasvěcovacího obřadu, který je základním iniciačním krokem následovníků této učitelky. Ta se k těmto nešťastným případům vyjadřuje ve smyslu nedostatečného naladění se zasvěcovaných.

## Kontroverze
Jasmuheen souhlasila s nabídkou australské televizní stanice a strávila týden v hotelovém pokoji pod neustálým dohledem kamer s lékařkou a ženami, které ji měly pozorovat. Tak měla dokázat, že skutečně žije již několik let pouze ze vzduchu. Již třetí den bez příjmu potravy a tekutin se její mluva zpomalila, rozšířily se jí zorničky, projevovala známky dehydratace a zvýšil se její krevní tlak. Den čtvrtý její váha poklesla o sedm kilogramů, krevní tlak se snížil a dehydratace činila více než 10%. Na příkaz lékařky byl tento pokus čtvrtého dne ukončen. Jasmuheen vysvětlovala svoji slabost nedaleko přítomnou rušnou silnicí, která omezovala přísun čerstvého vzduchu.